# Phaeohelotium italicum
Phaeohelotium italicum är en svampart som först beskrevs av Pier Andrea Saccardo, och fick sitt nu gällande namn av Dennis 1971. Phaeohelotium italicum ingår i släktet Phaeohelotium och familjen Helotiaceae.   Inga underarter finns listade i Catalogue of Life.